# Maçka (Trabzon)
Maçka (lasisch Maçuka, griechisch Ματσούκα Matsouka) ist eine Stadtgemeinde (Belediye) im gleichnamigen Ilçe (Landkreis) der Provinz Trabzon und gleichzeitig eine Gemeinde der 2012 geschaffenen Büyükşehir belediyesi Trabzon (Großstadtgemeinde/Metropolprovinz Trabzon). Seit der Gebietsreform 2013 ist die Gemeinde flächen- und einwohnermäßig identisch mit dem Landkreis. Der größte Landkreis der Provinz grenzt im Süden an die Provinz Gümüşhane.
Die Stadt liegt im Südwesten der Provinz, auf einer Route von Trabzon nach Gümüşhane direkt am Fluss Değirmendere.
Maçka ist von Bergen und tiefen, durch Flüsse geschaffenen Tälern geprägt. Hier befinden sich mit den Klöstern Sumela und Vazelon beeindruckende Bauwerke. Sumela liegt im Altındere-Nationalpark. Im Mahalle Şimşirli befindet sich das 752 gebaute Kuştul-Kloster für die bis 1923 hier lebenden Pontosgriechen.
Der 1913 gegründeten Landkreis Maçka bestand Ende 2012 neben der Kreisstadt aus zwei Belediye (Atasu und Esiroğlu) sowie 56 Dörfern (Köy). Im Zuge der Verwaltungsreform 2013 wurden die Dörfer und die beiden Belediye in Mahalle (Stadtviertel, Ortsteile) überführt, mit einem Muhtar im obersten Amt. Die Zahl dieser Mahalle stieg damit von 19 auf 62. Jedes der derzeit 66 Mahalle wird im Durchschnitt von 377 Menschen bewohnt. Esiroğlu Mah. ist der bevölkerungsreichste mit 1.899 Einw.

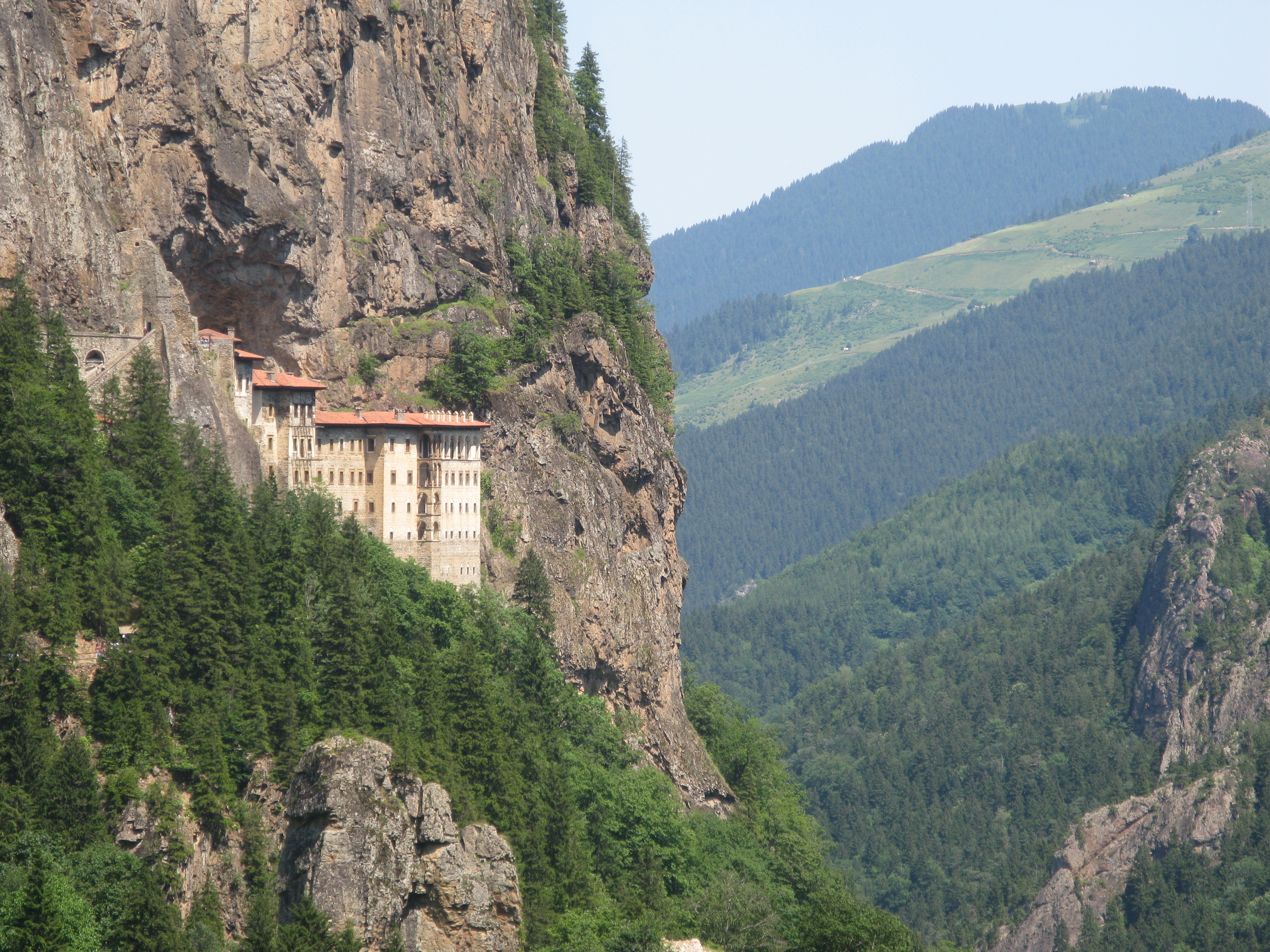
Sumela-Kloster, Blick von der Straße

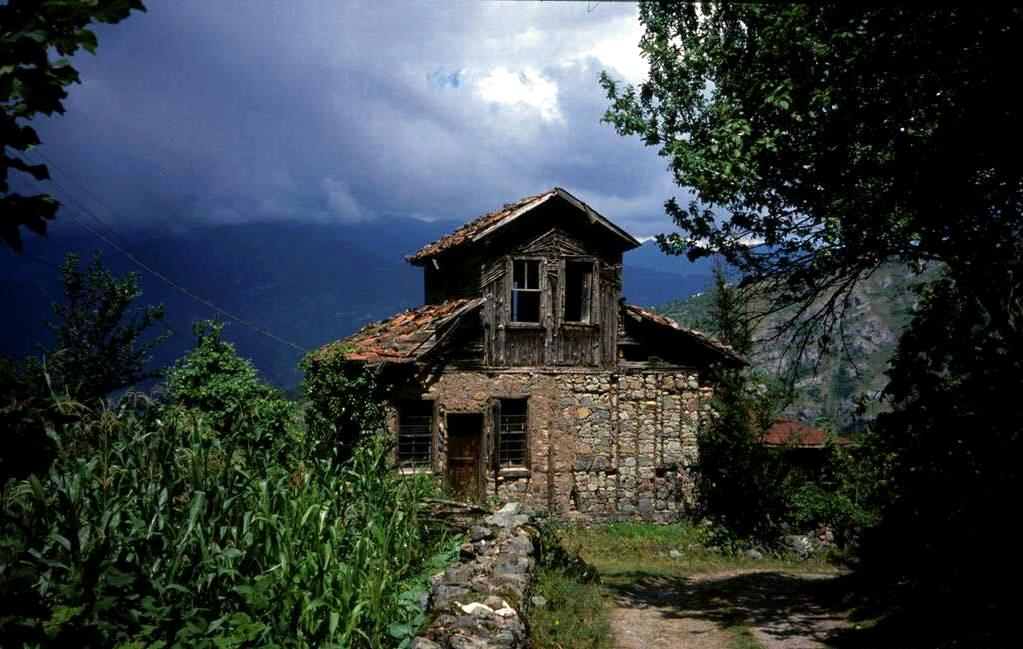
Traditionelles Pontos-Landhaus in Livera, Provinz Maçka

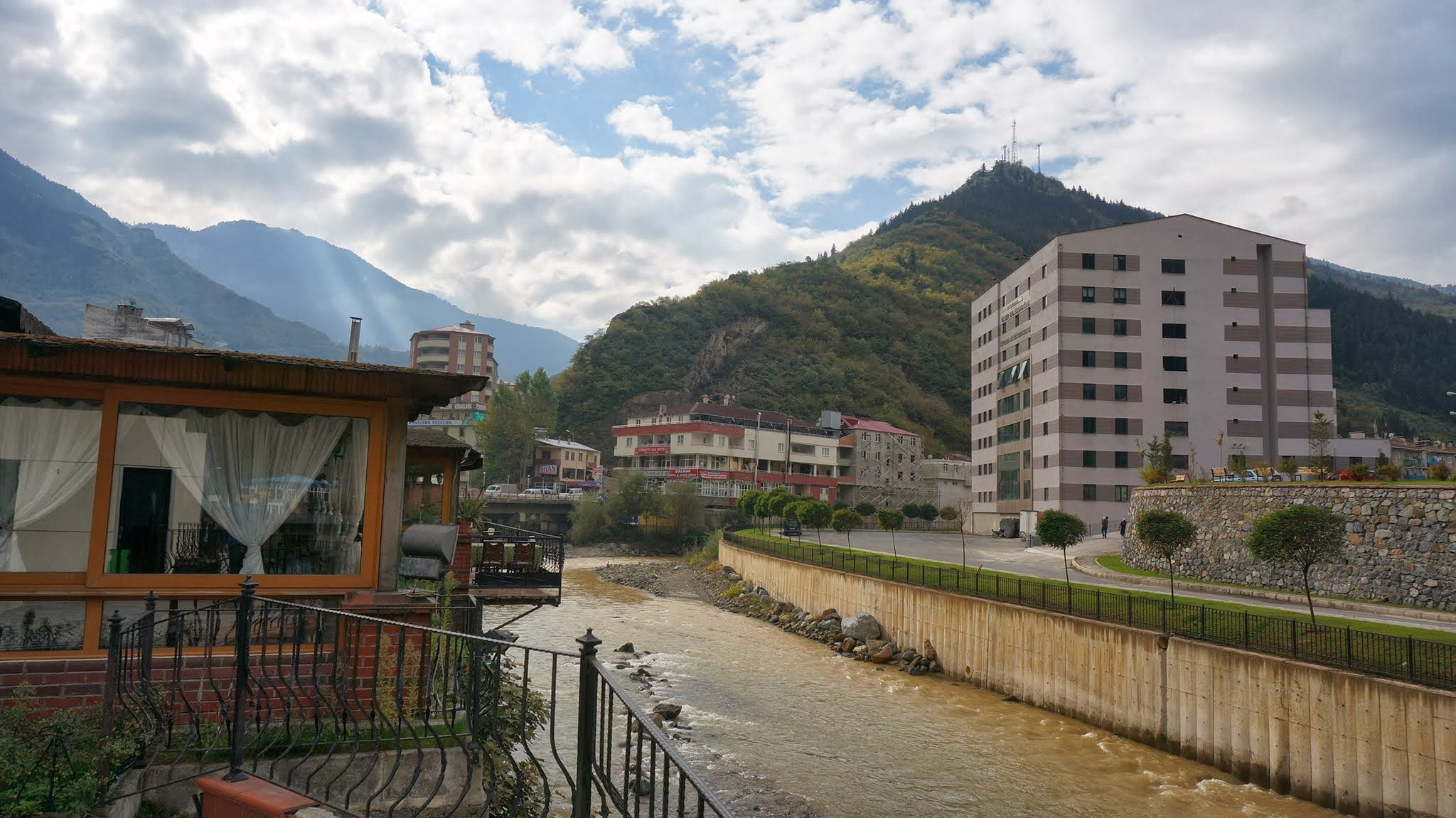
Blick auf Maçka

## Persönlichkeiten
- Hakkı Keskin (* 1943), deutsch-türkischer Politiker
- Saffet Bulut (* 1952), Politiker
- Volkan Konak (1967–2025), Sänger
- Selim Akbulut (* 1984), Fußballspieler